# Humberto de los Santos Bertruy
Humberto de los Santos Bertruy (Villahermosa, Tabasco, 20 de marzo de 1959), político y abogado tabasqueño, fue alcalde del Municipio de Centro en el periodo 2013-2015, electo en votación constitucional por 159,984 votos. Fue el primer alcalde de izquierda en gobernar dicho municipio por la coalición Movimiento Progresista.

## Educación y vida personal
Originario de Villahermosa, capital del estado de Tabasco, lugar en el que actualmente radica. Cuenta con más de 20 años de trayectoria como servidor público, en donde desempeñó cargos dentro y fuera del Estado.
De padres tabasqueños, Heriberto de los Santos Gordillo y Antonia Bertruy López, es el número cinco de siete hermanos, padre de tres hijos Joana, David y Luis, casado por 39 años con Martha Elena Martínez Olán.
Es Abogado de profesión, egresado de la División de Ciencias Sociales y Humanidades de la Universidad Juárez Autónoma de Tabasco. Trabaja en el Corporativo Jurídico Humberto de los Santos Bertruy.
A través de su asociación civil Movimiento 17 de Julio, fundada en 2009, ha realizado más de 50 mil acciones en favor de la comunidad, a lo largo de 15 años, con diversas gestiones y apoyos a miles de tabasqueños.

## Carrera política
Profesionalmente ha desempeñado diferentes cargos dentro de la administración pública como: 
- Presidente Municipal de Centro
- Secretario del Ayuntamiento de Centro
- Subsecretario de Gobierno de Asuntos Jurídicos del Gobierno del Estado de Tabasco
- Subprocurador de Justicia en la zona norte del Estado de Chiapas
- Contralor del Municipio de Tacotalpa
- Secretario Particular del Procurador General de Justicia de Tabasco
- Secretario Particular del Director de Seguridad Pública de Tabasco.

En el ámbito partidista, fue Consejero Político Nacional y Estatal.